# Station Les Versannes
Station Les Versannes is een spoorweghalte in de Franse gemeente La Douze.